# Fangerne på fortet (Norge)
Fangene på fortet er en norsk underholdningsserie som første gang blev vist på på TV3 fra efteråret 1993 til foråret 1997 og fra 1999 til 2002, foråret 2011, og til efteråret 2011 blev programmet klar med en ny runde. Programmet er en norsk version af det franske program Fort Boyard, som som er blevet vist siden 1990. Svenskerne sendte deres egen version af programmet, fra 1990-1998, 2000, 2003-2004 & 2010-2011. 
Alexander Ferner, Carmen Kadim, Paul Kadim, Siri Anne Holst og Kristen Reagen var de allerførste deltagere i den norske version. 

## Format
Konceptet gik ud på at en lille gruppe på fem personer (ofte kendisser) skulle kæmpe sig til en pengepræmie som de skulle give til et velgørende formål. Handlingen foregik på den franske ø-fæstning fra 1850'erne Fort Boyard som ligger i sydvest Frankrig, nær byen La Rochelle. 
I fortets gård, i midten, ligger skatte-kammeret, en åben plads med levende tigere. I den norske version havde konkurrencen to store faser, opsamling af nøgler for at åbne porten til skatte-kammeret, og opsamling af ledetråde for at udløse skatten. Den samlede tidsbegrænsning på de to faser er på 40 minutter.
Deltagerene har otte eller ni chancer til at skaffe sig mindst fem nøgler. De fleste nøgler findes i diverse rum omkring på fortet. Èn, i visse tilfælde to, deltagere går ind i rummet hvor de må løse en som regel fysisk krævende opgave indenfor en vis tidsfrist, markeret med et vandtimeglas som går i gang idet deltageren går ind. Inden tidsfristen udløber skal man komme ud, helst med nøglen. Dersom hvis at man ikke kommer ud i tide bliver udgangsdøren låst og deltageren er da fanget og ude af spillet indtil del to af programmet. Kommer man ud uden nøglen er man stadig med i spillet men man har forspildt en chancen for at skaffe sig nøglen som man har brug for. Eksempler på øvelser er:
- Deltageren skal fylde vand i et rør sådan at nøglen flyder op indenfor rækkevidde. Vandet hentes fra bøtter som hænger i taget. Under hele øvelsen løber deltageren på en trædemølle som løber bagover.
- Deltageren skal åbne en kiste med præmienøglen ved at låse den op ved hjælp af tre nøgler som hænger fra tages, sammen med en masse andre nøgler som ikke virker. Efter hvert som øvelsen fortsætter, sænkes loftet langsomt men sikkert ned.

For at få de to nøgler af vismanden i tårnet skal man løse gåden som han stiller. I en del sæsoner var konsekvensen af en uløst gåde at nøglen blev kastet i vandet således at en anden deltager måtte svømme ud for at hente den, i andre sæsoner gik nøglen tabt.
Hvis holdet forspildte for mange chancer og ikke havde fem nøgler ved afslutningen af første del, må spillere fra holdet ofres i glemselens brønn (dansk: Glemslens brønd), en spiller for hver nøgle i underskud, for at skaffe de sidste nøgler. Disse spillere er ude af konkurrencen indtil afslutningen af programmet og kan ikke deltage i del to eller i anskaffelsen af skatten i slutningen.
Når nøglerne opsamles begynder del to, som er at skaffe ledetråde til nøgleordet som udløser skatten. Bagefter hvis holdet opsamler mere end fem nøgler kan de ekstra nøgler byttes til ledetråd. En ledetråd kan skaffes ved en sidste gåde hos vismanden (svaret på gåden er også ledetråden). Ellers er det en ny serie med øvelser, ofte på ydresiden af fortet og ikke kun i rum. Disse er ikke bare fysisk anstrengende men også psykisk udfordrende da deltagerene bliver konfronteret med deres fobier.
Eksempler på øvelser er
- Deltageren skal ned i et rum fuldt af slanger. Ledetråden står skrevet på nogen af slangerne. I en anden øvelse er det et rum fuldt med taranteller og skorpioner i stedet.
- Deltageren skal op og ned over fortgården for at hente ledetråden.

Forhåbentlig har deltagerne nok ledetråde når del to er over til at gætte hvad nøgleordet er. Hvis ikke kan flere spillere ofres for ekstra ledetråde ved porten til skatte-kammeret. Disse stikker hånden ind i munden på en buste af en tiger, henter ledetråden, men bliver lænket fast til busten, sådan at de ikke er med når skatten skal hentes.
Når de 45 minutter af de to første faser er slut, begynder sidste del af konkurrencen som varer i 3 minutter. Tigrene som er inde i skattekammeret trækkes ind i et bur og porten, bliver nu låst op med nøglerne. Inde i skattekammeret står et stort bræt med bogstaver, hvor deltagerne skal stave nøgleordet ved at stå på de rigtige bogstaver. Er der ikke nok spillere kan kanonkugler bruges i stedet.
Hvis løsningsordet er forkert, eller at de ikke bliver fundet i tide, har spillerne tabt, og porten går straks ned sådan at deltagerne må forlade, rummet uden at have fået skatten. Et vist mindstebeløb bliver imidlertid givet som trøstepræmie, uanset hvordan de klarer det.
Som regel finder de dog ud af nøgleordet, og skatten udløses i form af et skur med mønter (Boyarder) et bur, hvor deltagerne skal så mange mønter som de kan i den tilbageværende tid, og bære den ud af skattekammeret for at lægge dem i bøtten som står der. Når de tre minutter begynder at gå ud, begynder porten at gå ned igen og deltagerne skal nu ud. Den endelige præmie, som går til et godt formål, bliver beregnet ud fra vægten af mønterne i bøtten.
Hver episode var på ca. 55 minutter.

## Deltagere

### 1994–1997
| - Petronella Barker .... (1 episode, 1994) - Eindride Eidsvold .... (1 episode, 1994) - Trond Giske .... (1 episode, 1994) - Frank Krog .... (1 episode, 1994) - Anne Marie Ottersen .... (1 episode, 1994) - Tonje Vardund .... (1 episode, 1994) - Gunnar Andersen .... (1 episode, 1996) | - Nina Askeland .... (1 episode, 1996) - Benny Borg .... (1 episode, 1996) - Trond Brænne .... (1 episode, 1996) - Lene Bragli .... (1 episode, 1996) - Frode Grodås .... (1 episode, 1996) - Kjetil Harket .... (1 episode, 1996) - Sverre Holm .... (1 episode, 1996) - Herborg Kråkevik .... (1 episode, 1996) - Ove Nygren .... (1 episode, 1996 | - Camilla Malmquist .... (1 episode, 1996) - Inger Lise Rypdal .... (1 episode, 1996) - Dennis Schiller .... (1 episode, 1996) - Kenneth Sivertsen .... (1 episode, 1996) - Torgrim Holte .... (1 episode, 1996) - Olav Stedje .... (1 episode, 1996) - Petter Nome .... (1 episode, 1997) - Torhild Sivertsen .... (1 episode, 1997) |

### 2011

#### Forår
| Golddiggers - Petter Pilgaard, realitydeltager - Hedda Berntsen, skicrossudøver - Helene Olafsen, snowboarder - Lene Alexandra Øien, musiker og model Team Hulk - Mina Hadjian, programleder - Arild «Hulk» Haugen, proff. bokser - Anine Stang, musiker - Lise Finckenhagen, TV-kok | Fort gjort - Arnulf Refsnes, model - Heikki Holmås, politiker - Kari Jaquesson, aerobicinstruktør - Pernille Øiestad Svendsen, X-Factor-finalist Magi - Idar Vollvik, - Geir Kvarme, skuespiller - Alexandra Kakurina, prof. fdanser - Maren Haugli, skøjteløner | Biscayapiratene - Steinar Ege, håndboldspiller - Jannike Kruse, skuespiller - Henning Solberg, rallyfører - Kim Kolstad, skuespiller Det ene laget - Odd-Magnus Williamson, komiker - Live Nelvik, radioprogramleder - Thomas «Finger'n» Gullestad, musiker og DJ - Esben «Dansken» Selvig, musiker |

#### Efterår
| TV-slavene - Elin Sogn, skuespiller - Lars Bohinen, fodboldspiller - Christopher Dons - Morten Emil Bergan Turbo - Ole Klemetsen, bokser - Tommy Sharif, erhvervsmand - Kim-Daniel Sannes, skuespiller - Marit Strømøy | Råtass - Oddbjørn Hjelmeset, langrendsløber - Øystein «Pølsa» Pettersen, langrendsløber - Kjersti Grini, håndboldspiller - Bjarte Myrhol, håndboldspiller Villkattene - Aslak Borgersrud, musiker - Elling Borgersrud, musiker - Winta Efrem Negassi, musiker - Linnea Myhre, blogger | Divas - Anette Bøe, langrendsløber - Leon Bashir, filminstruktør - Terje Schrøder, musiker - Martine Aurdal, journalist Scenemesterne - Rein Alexander, musiker - Tommy Fredvang, X-Factor-finalist - Stein Johan «Steinjo» Grieg Halvorsen, komiker - Camilla Frey, skuespiller |